# ارزش عاطفی
ارزش عاطفی (انگلیسی: Sentimental Value; نروژی: Affeksjonsverdi) فیلم کمدی درام محصول سال ۲۰۲۵ به کارگردانی یواکیم تری‌یر است که فیلم‌نامهٔ آن را به همراه اسکیل فوگت نوشته است. از بازیگران این فیلم می‌توان به رناته رینس‌وه، استلان اسکاشگورد، اینگا ایبس‌دوتر لیله‌اوس، ال فانینگ و کوری مایکل اسمیت اشاره کرد. این فیلم برای نخستین بار در بخش رقابت اصلی جشنواره فیلم کن ۲۰۲۵ در ۲۱ مه به نمایش درآمد و برای دریافت نخل طلا نامزد شده است.

## تولید
تصویربرداری اصلی در اوت ۲۰۲۴ در اسلو، نروژ آغاز شد.

## انتشار
در ۱۰ آوریل ۲۰۲۵، اعلام شد که فیلم ارزش عاطفی در بخش رقابت اصلی جشنواره فیلم کن ۲۰۲۵ برای کسب نخل طلا رقابت خواهد کرد. این فیلم در ۲۱ مه ۲۰۲۵ نخستین نمایش جهانی خود را در این جشنواره تجربه کرد. دقایقی پس از این اعلام، شرکت موبی خبر از خرید حقوق پخش این فیلم برای کشورهای بریتانیا، ایرلند، آمریکای لاتین، ترکیه و هند داد. اکران عمومی فیلم در فرانسه برای ۲۰ اوت ۲۰۲۵ برنامه‌ریزی شده است.